# Galactokinase
La galactokinase est une phosphotransférase qui catalyse la réaction :
ATP + α-D-galactose  {\displaystyle \rightleftharpoons }  ADP + α-D-galactose-1-phosphate.
Cette enzyme intervient dans la voie de Leloir de dégradation du galactose après conversion du β-D-galactose en α-D-galactose par l'aldose 1-épimérase et en vue de former de l'uridine diphosphate galactose à partir de l'α-D-galactose-1-phosphate sous l'action de la galactose-1-phosphate uridylyltransférase. Isolée à l'origine à partir de foie de mammifères, elle a par la suite été étudiée intensivement à partir de levure,, d'archées, de plantes, et d'humains,.
Chez l'homme, elle est codée par le gène GALK1. Une mutation de ce gène est susceptible de conduire à une galactosémie de type II ainsi qu'à une cataracte.